# Zuihō
Die Zuihō (jap. 瑞鳳, dt. „glückverheißender Feng“) war ein leichter Flugzeugträger der kaiserlich japanischen Marine, der bis zu seinem Untergang im Oktober 1944 im Pazifikkrieg eingesetzt wurde.

## Planung und Bau
Das Schiff wurde als U-Boot-Begleitschiff Takasaki im Jahr 1935 auf Kiel gelegt. Als den Japanern die Wichtigkeit von Flugzeugträgern bewusst wurde, änderte man die Konstruktionspläne und baute statt des Tenders einen leichten Flugzeugträger. In gleicher Weise wurde das Schwesterschiff der Takasaki, die Tsurugisaki, zum Träger Shōhō umgebaut.

## Geschichte

### Beginn
Am 27. Dezember 1940 wurde die Zuihō in Dienst gestellt. Am 30. September 1941 wurde sie das Flaggschiff der 3. Flugzeugträger-Division.

### Philippinen und Südpazifik
Zu Beginn des Pazifikkrieges wurde sie mit dem Träger Hōshō und dem Schlachtschiff Nagato als Deckungsgruppe für japanische Landungsoperationen auf den Philippinen abgestellt. Anfang 1942 transportierte sie Flugzeuge für frontnahe Einheiten von Japan in den Südpazifik.

### Midway und Santa-Cruz
Im Juni 1942 war die Zuihō Teil der japanischen Unterstützungsflotte in der Schlacht um Midway. Sie wurde jedoch nicht in die Kampfhandlungen mit den amerikanischen Trägern verwickelt.
Nach den schweren japanischen Verlusten bei Midway wurde die Zuihō im Oktober 1942 der 3. Flotte der 1. Flugzeugträger-Division mit den beiden überlebenden Flottenträgern Shōkaku und Zuikaku zugeteilt. Sie trug eine Flugzeugausstattung von 21 Jagdflugzeugen und sechs Torpedobombern. Ihre Aufgabe war die Eigensicherung des Verbandes. Die Flotte wurde in der Schlacht bei den Santa-Cruz-Inseln zum Ziel feindlicher Bomber. Das Flugdeck der Zuihō wurde in der Schlacht von zwei Bombentreffern leicht beschädigt.

### Guadalcanal
Von Januar bis Februar 1943 deckte die Zuihō die Evakuierung von Guadalcanal zusammen mit den Trägern Jun’yō und der Zuikaku.
Mitte 1943 bis zum Frühjahr 1944 wurde sie umgebaut. Das Flugdeck wurde verlängert, ein einfaches Radar installiert und die Flugabwehrbewaffnung um weitere 25-mm-Geschütze und sechs Startgestelle für je 28 ungelenkte 120-mm-Raketen erweitert. Letztere wurden in zwei Dreiergruppen auf beiden Schiffsseiten montiert.

### Leyte und Untergang

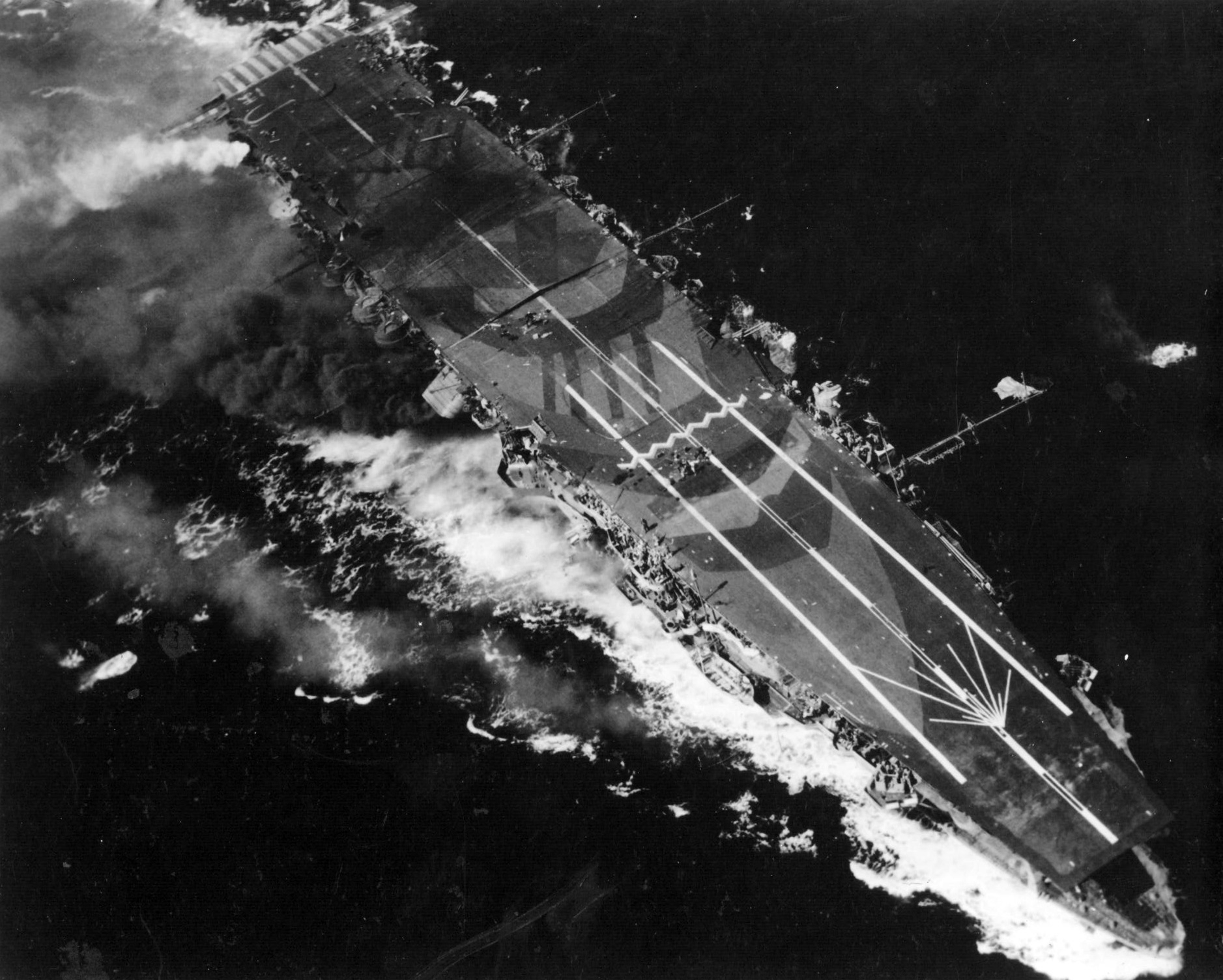
Die Zuihō während ihres letzten Einsatzes in der Schlacht von Kap Engaño

Die Zuihō wurde in der See- und Luftschlacht im Golf von Leyte an der Seite der Träger Chiyoda, Chitose und Zuikaku als Köder für die amerikanische Flugzeugträgerflotte eingesetzt, deren Kommandeur so verleitet werden sollte, die Landungsschiffe ungeschützt zurückzulassen. Nachdem das gelungen war, wurde die Flotte in der Schlacht von Kap von Engaño von den gegnerischen Trägerflugzeugen angegriffen. Dabei erhielt die Zuihō drei Bomben-, zwei Torpedovolltreffer und mehr als sechzig Bombennahtreffer. Sie selbst hatte nur wenige Flugzeuge während dieser letzten Schlacht an Bord, da sie nur als Köder fungieren sollte. Die eindringenden Wassermassen verursachten eine starke Schlagseite, so dass das Schiff aufgegeben werden musste. 214 Seeleute kamen bei den Luftangriffen und dem Untergang des Schiffes ums Leben.

## Wrack
Das Wrack der Zuihō wurde bislang nicht gefunden.

## Belege und Verweise